# بات بريست
بات بريست (بالإنجليزية: Pat Priest)‏ مواليد 15 أغسطس 1936 في يوتا، الولايات المتحدة، هي ممثلة أمريكية.

## روابط خارجية
- بات بريست على موقع IMDb (الإنجليزية)
- بات بريست على موقع ألو سيني (الفرنسية)
- بات بريست على موقع أول موفي (الإنجليزية)
- بات بريست على موقع قاعدة بيانات الأفلام السويدية (السويدية)
- بات بريست على موقع إن إن دي بي (الإنجليزية)
- بات بريست على موقع قاعدة بيانات الفيلم (الإنجليزية)
- بات بريست على موقع كينوبويسك (الروسية)